# Tomasz Tomaszewski (pilot)
Tomasz Tomaszewski ps. Łoś (ur. 15 sierpnia 1910 w Zakroczymiu, zm. 3 lutego 1972 w Montrealu) – polski pilot, kapitan lotnictwa Wojska Polskiego, żołnierz Armii Krajowej i powstaniec warszawski. Znany z uprowadzenia w 1948 samolotu lecącego z Katowic do Gdańska i dotarcia nim na Bornholm.

## Życiorys
W 1937 ukończył naukę w Szkole Podchorążych Lotnictwa - Grupa Techniczna w Warszawie (I promocja). Na stopień podporucznika został mianowany ze starszeństwem z 1 października 1937 i 25. lokatą w korpusie oficerów lotnictwa, grupa techniczna. W marcu 1939 pełnił służbę w 1 pułku lotniczym w Warszawie na stanowisku II oficera nadzoru technicznego parku lotniczego Bazy Lotniczej.
Podczas okupacji niemieckiej zorganizował, z oficerów i podoficerów – mechaników lotniczych 1 Pułku Lotniczego oraz pracowników Zakładach Lotniczych na Okęciu, Grupę Lotniczą. W 1942 Grupa Lotnicza włączona została w struktury Bazy Lotniczej „Łużyce”, a on sam wyznaczony został na stanowisko zastępcy komendanta bazy. Walczył w powstaniu warszawskim
Po wojnie pracował w PLL LOT, w charakterze mechanika pokładowego. W obliczu represji na byłych żołnierzach AK, wraz z pilotami Mieczysławem Sadowskim i Janem Konikowskim zdecydował się na ucieczkę z komunistycznej Polski. W grudniu 1948, piloci uprowadzili samolot Dakota należący do PLL LOT, w czasie lotu z Katowic do Gdańska. Tomaszewski w czasie lotu podróżował jako pasażer. Podczas międzylądowania w Łodzi do samolotu wsiadły żona Sadowskiego oraz Halina Tomaszewska z synami. Piloci przez całą drogę mylnie informowali nawigatora o położeniu samolotu. Będący na pokładzie funkcjonariusz UB oraz nawigator zorientowali się za późno, 5 minut przed lądowaniem na Bornholmie. Tomasz Tomaszewski otrzymał wraz z rodziną azyl w Danii. Historia ucieczki na Bornholm została przedstawiona w 9. odcinku serialu Wielkie ucieczki.